# Domenico Penzo
Domenico Penzo (ur. 17 października 1953 w Chioggia) – włoski piłkarz, grający na pozycji napastnika.

## Kariera piłkarska
Wychowanek klubu Varese. W 1972 rozpoczął karierę piłkarską w drużynie Borgosesia. W 1973 przeszedł do Romulei, a po roku został zaproszony do Romy. Potem występował w klubach Piacenza, Benevento, Bari, Monza, Brescia i Verona. W sezonie 1983/4 bronił barw Juventusu, z którym zdobył mistrzostwo Włoch. Następnie przeniósł się do Napoli. W 1987 został piłkarzem Trento, w którym po roku zakończył karierę piłkarską.

## Sukcesy i odznaczenia

### Sukcesy klubowe
Verona
- mistrz Serie B: 1981/82

Juventus
- mistrz Włoch: 1983/84
- zdobywca Pucharu Zdobywców Pucharów: 1983/84